# Soajo

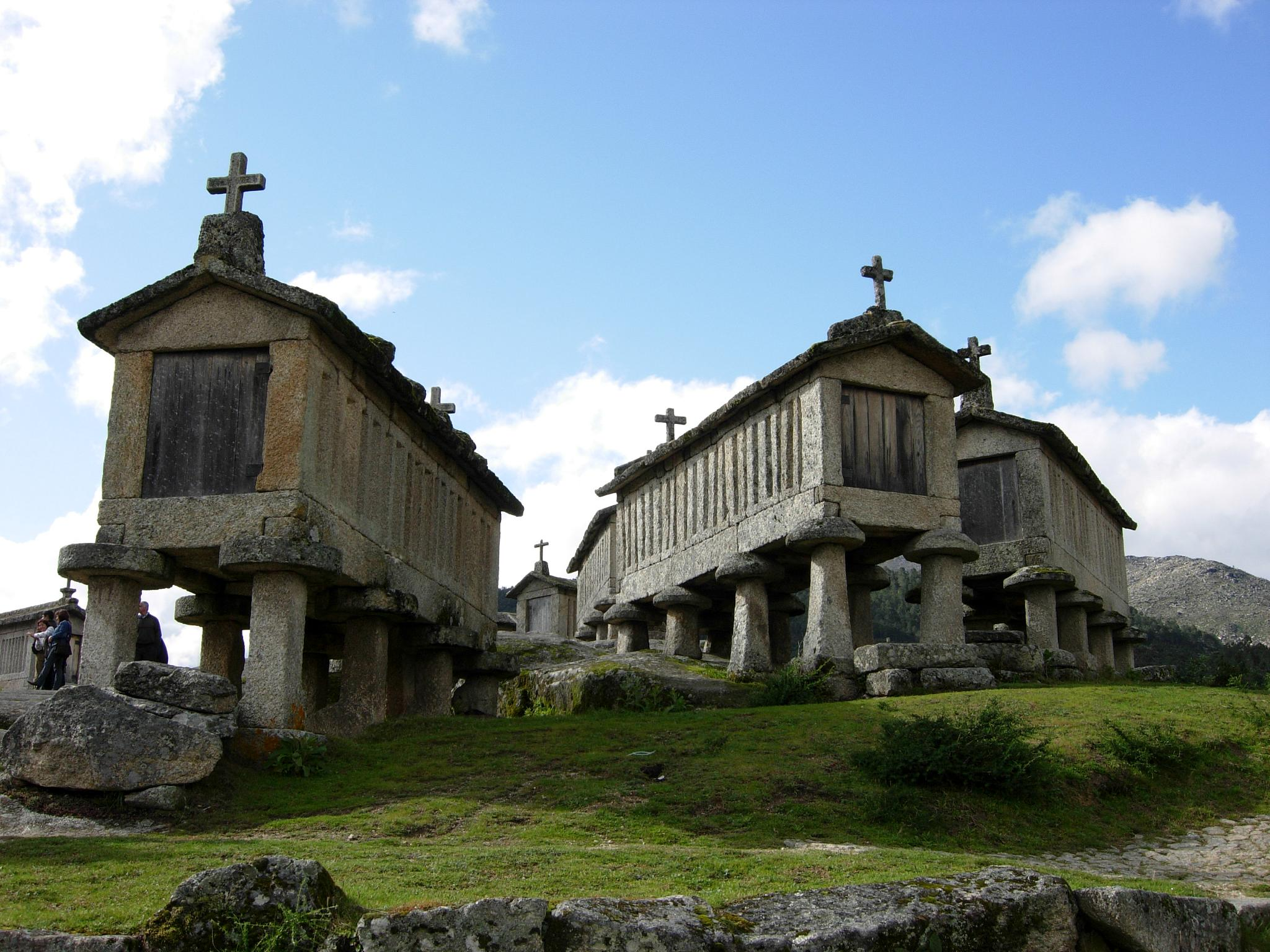
I caratteristici espigueiros

Soajo (58,59 km²; 986 ab.) è una freguesia del Portogallo Nord-Orientale, situato nella Serra da Peneda, nel Parco Nazionale di Peneda-Gerês (Parque Nacional da Peneda-Gerês), vicino al confine con la regione spagnola della Galizia. Dal punto di vista amministrativo, è una frazione (freguesia) del comune (concelho) di Arcos de Valdevez, comune del distretto di Viana do Castelo (Minho-Lima).
La località è famosa per i 24 espigueiro, i tipici granai in pietra del Nord del Portogallo, corrispondenti agli hórreo della Spagna Nord-Occidentale (Galizia e Asturie).
Fu comune a sé stante (costituito dalle  freguesia  di Soajo, Ermelo e Gavieira) dal 1514 al 1852. Il 12 giugno 2009, ha riacquisito lo status di vila (“cittadina”).

## Geografia fisica
Soajo si trova nei pressi della sorgente del fiume Lima, a pochi chilometri dal confine con la Spagna e a 18 km ad est del centro di Arcos de Valvedez.

### Popolazione
La popolazione attuale della  freguesia  di Soajo è di circa 1.150 abitanti.
Quando era comune, il territorio di Soajo contava 2.054 abitanti nel 1801 e 3.159 nel 1849.

## Storia
La fondazione di Soajo risale probabilmente intorno al I secolo.
Fu una delle località che – a differenza di altre, che appoggiavano il dominio della Spagna – riconobbe come legittimi i regnanti portoghesi.
Nel 1852, la località cessò di essere sede comunale

## Monumenti e luoghi d'interesse
Tra i monumenti d'interesse di Soajo e dintorni, vi sono:
- Gli Espigueiros di Soajo (1782 – XIX secolo)
- Il Pelourinho (“gogna”) di Soajo (1514 circa), classificato “monumento nazionale”
- La Chiesa di Soajo
- Assureira, l'agglomerato rurale meglio conservato del Peneda-Gerês
- Il Complesso megalitico di Mezio

## Flora & Fauna
Tra le piante della zona, vi sono il sughero, il corbezzolo, la felce del Gerês, la felce reale e l'uva di montagna.

## Economia
Un tempo, la popolazione della zona era dedita soprattutto alla caccia, soprattutto di orsi, cinghiali, capre selvatiche, lupi e volpi.
Tra le attività più tipiche del presente, è diffuso l'artigianato, che riguarda, in particolar modo, gli articoli in legno e il ricamo.